# Dia Nacional dos Cientistas
O Dia Nacional dos Cientistas é uma celebração Portuguesa que se festeja a dia 16 de maio. Este dia foi consagrado pela Assembleia da República numa homenagem a José Mariano Gago, Presidente da JNICT (1986-1989) e Ministro da Ciência (1995-2002, 2005-2011), cuja data de nascimento é 16 de maio. Todos os anos, visando celebrar este dia, a Ciência Viva realiza uma comemoração nacional. A de 2021 foi realizada num formato híbrido: presencial + on-line, no dia 14 de maio, no Pavilhão do Conhecimento.